# Harpactea saeva
Harpactea saeva är en spindelart som först beskrevs av Herman 1879.  Harpactea saeva ingår i släktet Harpactea och familjen ringögonspindlar. Inga underarter finns listade i Catalogue of Life.